# Lester Allen
Lester Allen (Utica, 17 novembre 1891 – Hollywood, 6 novembre 1949) è stato un attore statunitense.

## Filmografia parziale
- Pusher-in-the-Face, regia di Robert Florey - cortometraggio (1929)
- Leave It to Lester, regia di Frank Cambria e Ray Cozine (1930)
- The Heat's On, regia di Gregory Ratoff (1943)
- Klondike Kate, regia di William Castle (1943)
- La fine della signora Wallace (The Great Flamarion), regia di Anthony Mann (1945)
- Lo specchio scuro (The Dark Mirror), regia di Robert Siodmak (1946)
- Il pirata (The Pirate), regia di Vincente Minnelli (1948)
- La signora in ermellino (That Lady in Ermine), regia di Ernst Lubitsch (1948) - non accreditato
- I milionari (Ma and Pa Kettle), regia di Charles Lamont (1949)
- Johnny One-Eye, regia di Robert Florey (1950)